# Michel Thomé
Michel Thomé (Três Lagoas, 21 de julho de 1923 – Três Lagoas, 16 de julho de 1980) foi um pecuarista e político brasileiro, tendo sido prefeito de Três Lagoas.

## Biografia
Filho do casal Egídio e Hassib Thomé, foi casado com Onency de Araújo, com que teve os filhos Egídio, Eduardo, Michel e Rita de Cássia.
Governou o município de Três Lagoas entre os anos de 1967 a 1970, havendo sido um dos primeiros prefeitos do estado de Mato Grosso a eleger-se pelo MDB – Movimento Democrático Brasileiro-, partido que se opôs ao sistema de governo implantado pelo golpe militar de 1964.
Em sua administração, criou inúmeras escolas na zona rural, principalmente nos distritos mais longínquos da sede administrativa do município. Foi em sua administração que Três Lagoas ganhou o CEUL e a Escola Técnica de Pontes e Estradas Marechal Rondon, além do curso de Química Industrial.
Procedeu a doação de terrenos para a construção do SESI e do palácio da Justiça, onde funciona o Fórum da Comarca. Realizou, ainda, obras nas áreas de saúde, desporto e lazer, transporte e infraestrutura. Estas obras vieram a fazer com que a sua passagem pela chefia do Poder Executivo municipal treslagoense fosse considerada uma das mais profícuas da história do município.
Dentre os feitos que mais satisfação proporcionaram ao prefeito Michel Thomé estão a criação da Guarda Mirim e da Banda Marcial Cristo Redentor, a qual veio a se apresentar, pela primeira vez na cidade, em 15 de junho de 1969.